# Malmø
Malmø (svensk: Malmö, gammeldansk: Malmoghe eller Malmhauge) er en storby i Skåne i det sydlige Sverige. Den er Skånes største og Sveriges tredjestørste by med et indbyggertal på 342.989 indbyggere i Malmøs byområde og 362.893 indbyggere i hele Malmø Kommune (2024). Byen blev grundlagt i 1353 og var i flere hundrede år Danmarks næststørste by. Øresundsbroen forbinder Lernacken syd for Malmø med Kastrup i Danmark.
Med bygningen af Øresundsbroen er Malmø blevet den svenske hovedby i den dansk-svenske Øresundsregion. I de seneste år er et stort antal danskere flyttet til Malmø, mens mange svenskere pendler til arbejde i den danske hovedstad.
Malmø har vokseværk, og har siden Øresundsbroens indvielse i år 2000 øget sit indbyggertal med ca. 5000 flere indbyggere årligt, byen forventes at passere 400.000 indbyggere inden år 2030, når flere gamle industri- og havneområder tæt på City omdannes til boliger og liberale erhverv, med mange nye højhuse på 10-35 etager (til sammenligning; Turning Torso er på 54 etager), som mixes med traditionelt byggeri på 5-6 etager og bliver omgivet af kanaler; en byudvikling som kan ses allerede i dag (2023) bl.a. omkring Malmø C, Västra Hamnen og Hyllie, dog ingen kanaler i Hyllie.
Malmø indgår i den europæiske rute for teglstensgotik.

## Navn og etymologi
Malmø omtales i historien første gang i 1200. Bynavnet var dengang Malmoghe eller Malmhauge. Navnet er sammensat af malm (i betydningen sand eller grus) og hauge (i betydningen høj eller banke). Navnet Malmø udtales på traditionel Malmø-dialekt med -e: Malme. Ifølge sprogforsker Ingemar Ingers stammer denne form allerede fra slutningen af middelalderen og er også dokumenteret skriftligt fra 1550.

## Historie
- Våbenskjoldet der blev givet i 1437.
- Malmø og Malmøhus i 1574 (efter Braunius)

Malmø omtales i historien første gang i 1200. I 1437 fik Malmø sit byvåben med den skånske grif af Erik af Pommern. Byvåbnet fik to griffer med røde kroner, som blev taget fra kongens eget våbenskjold, hvilket sandsynligvis var et forsøg på at få sympati fra byens borgere. Kong Erik lod også opføre Malmøhus fæstning.
I den danske reformation spillede Malmø en vigtig rolle. Malmø-borgmesteren Hans Mikkelsen oversatte sammen med den i samme by bosatte lunde-kannik Christiern Pedersen Det nye testamente til dansk, og Malmø-præsten Claus Mortensen Tøndebinder udgav den første danske salmebog, Malmø-salmebogen.
Ved freden i Roskilde i 1658 måtte Danmark afstå Malmø sammen med resten af Skånelandene til Sverige. Malmø blev præget af de dansk-svenske krige både før og efter afståelsen og af forsvenskningen af Skåne under de følgende konger.
I 1659 blev ni af medlemmerne i Malmøsammensværgelsen, der havde som formål at befri Skåne fra det svenske herredømme, dømt til døden. Henrettelserne blev gennemført på Stortorget). Da Bartholomæus Mikkelsen, Johan Jørgensen og Jokim Brun var halshugget blev resten af dødsdommene ændret til landsforvisning. På samme sted henrettedes i 1678 Jørgen Krabbe, anklaget for samarbejde med Skånes friskytter.
I 1712 blev Malmø stærkt hærget af pesten, og ca. 300 af stadens ca. 600 huse stod tomme. Efter afslutningen af den Store Nordiske Krig i 1720 fulgte en længere periode med fred, hvor det igen langsomt gik fremad for byen.
Anlægningen af havnen påbegyndtes 1775 af Frans Suell. Kockums værksteder grundlagdes 1840. En af Sveriges første jernbaner indviedes mellem Malmø og Lund 1856. I 1880'erne havde den svenske arbejderbevægelses pionerer, August Palm og Axel Danielsson, Malmø som base. Sporvejen i Malmø indviedes 1887. Den baltiske udstilling i Pildammsparken fandt sted 1914. Stadsteatern i funkisstil indviedes 1944. VM i fodbold på det nye Malmö Stadion afholdtes 1958. Malmö Högskola (universitet) etableredes 1998. Øresundsbroen indvies 2000. Bomessen Bo01 fandt sted i Västra Hamnen 2001. Turning Torso, Sveriges højeste bygning indtil 2022, stod klar i 2005.

## Geografi
Malmø ligger i den sydlige del af Sverige. Afstanden i luftlinje til den nærmeste storby København er på ca. 30 km, til Sveriges hovedstad Stockholm ca. 512 km, og Sveriges næststørste by Gøteborg ca. 243 km. Afstanden i luftlinje til Kiruna i Sveriges nordligste kommune er på ca. 1.415 km., hvor afstanden i luftlinje for en sammenlignings skyld til en storby som Milano i Italien er på ca. 1.158 km.
Malmø ligger på den østlige kyst af Øresund langs den sydøstlige kyst af Lommabugten. I den nordlige del af byen munder Sege Å ud i Øresund.

### Bydele
- Bellevue
- Borgmästaregården
- Eriksfält
- Fosie
- Fridhem
- Gamla Rosengård
- Gamla staden
- Heleneholm
- Holma
- Husie
- Hyllie
- Höja
- Kirseberg
- Klagshamn
- Kroksbäck
- Kulladal
- Limhamn-Bunkeflo
- Lindeborg
- Lindängen
- Lorensborg
- Mellanheden
- Möllevången
- Nydala
- Oxie
- Ribersborg
- Rosengård
- Rönneholm
- Rörsjöstaden
- Segevång
- Sibbarp
- Slottsstaden
- Sofielund
- Söderkulla
- Toftanäs
- Värnhem
- Västra Hamnen
- Västra Sorgenfri
- Östra Sorgenfri

## Demografi

### Befolkningsudvikling
| \| År \| Indbyggere[12][13] \| \| ---- \| ------------------ \| \| 1950 \| 198.856 \| \| 1960 \| 234.453 \| \| 1970 \| 265.505 \| \| 1980 \| 233.803 \| \| 1990 \| 233.887 \| \| 2000 \| 259.579 \| \| 2010 \| 298.963 \| \| 2015 \| 320.147 \| | I 1971 havde Malmø omkring 265.000 indbyggere, men befolkningen faldt derefter til 229.000 i 1985. Den samlede befolkning i byområdet var 280.415 i december 2010. Befolkningstallet begyndte derefter igen at stige og nåede den tidligere rekord 1. januar 2003, hvor byen havde 265.481 indbyggere. Den 27. april 2011 nåede befolkningstallet i Malmø 300.000 personer. Malmö er en ung by med næsten halvdelen af befolkningen under 35 år (48%). ca. 43% af befolkningen har en udenlandsk baggrund (135.509 beboere); 31% blev født i udlandet (99.788), og yderligere 11% var svenskfødte (35.721), med udenlandsk fødte forældre. Mellemøsten, Afrikas Horn, Det Tidligere Jugoslavien og Danmark er de vigtigste kilder til indvandring. Fra og med 2015 havde Malmø den fjerde højeste andel udlændinge i svenske kommuner. 14% af befolkningen har udenlandsk statsborgerskab. I 2011 var de 10 største indvandrergrupper født i Irak (9.940), Danmark (8.972), Serbien (8.426), Bosnien-Hercegovina (5.969), Libanon (3.780), Iran (3.375), Polen (3.053), Tyrkiet (2.110), Ungarn (2.038) og Rumænien (2.014). |
| År | Indbyggere |
| 1950 | 198.856 |
| 1960 | 234.453 |
| 1970 | 265.505 |
| 1980 | 233.803 |
| 1990 | 233.887 |
| 2000 | 259.579 |
| 2010 | 298.963 |
| 2015 | 320.147 |

Malmø har været genstand for international opmærksomhed på grund af den demografiske udvikling, og problemerne i byens sociale boligbyggerier..

## Politik og administration
Malmø er administrationscenter i Malmø kommune. Byområdet Malmø omfatter ud over Malmø kommune forstaden Arlöv i Burlövs kommune med 10.666(2015) indbyggere, og en lille del af Lomma kommune nord for Burlöv.
Siden åbningen af Øresundsbroen i 2000 har byområdet Malmø sammen med København udviklet sig til center for Øresundsregionen.

### Bydele
Den administrative opdeling af Malmö kommune blev reformeret den 1. juli 2013. De ti byområder, der havde eksisteret siden 1996 blev da slået sammen til fem byområder. Byområderne er igen opdelt i i alt 134 underområder.
De fem distrikter pr. 1. juli 2013:
- Norr (dansk: Nord)
- Öster (dansk: Østre)
- Söder (dansk: Søndre)
- Väster (dansk: Vestre)
- Innerstaden (dansk: Indre By)

## Erhverv
Industri har tidligere haft en vigtig rolle i Malmø, med bl.a. skibsværft. En række store industrivirksomheder har tidligere eksisteret i byen, og disse tæller bl.a.
| - Kockums Mekaniska Verkstads AB - AB Skånska Cementgjuteriet (Skanska) - Skånska Cement AB - Malmö Yllefabriks AB - AB Malmö strumpfabrik - Manufaktur AB - Addo - AB Järnmontering - Maskinfabriksaktiebolaget Scania (Scania) | - Malmö Choklad & Konfektfabriks Aktiebolag (Mazetti) - AB J C Ljungmans Plåt- och Järnindustri (Dresser Wayne) - Frans Suells tobaksfabrik (Tobaksmonopolet) - Malmö förenade bryggerier - AB Tripasin - Ferrosan - PLM - Malmö Stads Offentliga Slakthus - Elektriska AB Chr Bergh & Co (Cebe) |

### Detailhandel
Byen har et stort opland og mange butikker og specialforretninger. En stor del af forretninger er samlet i Gamla staden omkring Södergatan, Stortorget og Lilla Torg
Byen rummer også en række indkøbscentre, der i det centrale Malmø tæller:
- Caroli City
- Hansa
- Kronprinsen köpcenter
- Triangeln
- Entré, under ombygning til "Malmö Plaza"

I udkanten eller udenfor Malmø:
- Burlöv Center
- Jägersro Center
- Mobilia
- Svågertorp
- Emporia

## Transport og infrastruktur

### Øresundsforbindelsen
Øresundsforbindelsen, der er en fast kombineret bro- og tunnelforbindelse mellem Sverige og Danmark, forbinder Lernacken syd for Malmø med Kastrup i Danmark. Forbindelsen består af Øresundstunnelen mellem Amager og den kunstige ø Peberholm (syd for Saltholm) samt Øresundsbroen, der er en kombineret bjælkebro og skråstagsbro mellem Peberholm og Lernacken syd for Malmø. Forbindelsen består af en motorvej og en dobbeltsporet jernbane.

### Havn og skibsforbindelser
Malmø Havn er fusioneret med Københavns Havn under selskabet Copenhagen Malmö Port. Der foregår en stor godsomsætning, bl.a. import af biler, og er også en frihavn af betydning for hele Østersøområdet. Færgen Malmø-Travemünde udgår fra havnen. Indtil Øresundbroens færdiggørelse sejlede der flyvebåde til København samt bilfærger fra Limhavn til Dragør.

### Kollektiv transport
Via Øresundstoget kan man komme fra Malmö C til Kastrup på 20 minutter og til København H på 30 minutter. Øresundstoget kører også på mellemlange distancer til Landskrone, Helsingborg, Gøteborg, Karlskrona og Växjö. De lokale Pågatåg forbinder Malmø med resten af Skåne. Der kører SJ-tog til resten af landet, herunder X2000. Citytunnellen gennem Malmø centrum blev indviet 2010-12-04, og forkortede rejsetiden til Kastrup og København H med 2-3 minutter.
Buslinie 999 kører til København fra Malmø via Øresundsbroen .

### Lufttransport
Fra Malmø Lufthavn i Sturup kan man flyve indenrigs i Sverige og til enkelte udenlandske destinationer. Den vigtigste lufthavn for udenlandske destinationer er dog Københavns Lufthavn Kastrup.

### Vejtransport
Malmø har både en indre og en ydre motorringvej, og byen er et knudepunkt for europavejene E20 (Øresundsbroen), E6, E22, E65 og de svenske rigsveje 11 og 101.

### Metro
Nogle af Malmøs politikere arbejder på at tilslutte Malmø til Københavns Metro.
 Tekst mangler, hjælp os med at skrive teksten

## Kunst og kultur
Malmö konsthall viser hvert år omkring ti udstillinger og har omkring 200.000 besøgende om året.
Moderna Museet Malmö er et kunstmuseum for moderne kunst.
Malmø Arena er en stor multiarena hvor større musik- og showarrangementer afholdes.
Der er plads til 15.000.
I 2013 blev det Det Europæiske Melodi Grand Prix afholdt i arenaen.
BUFF Filmfestival er en international børne- og ungdomsfilmfestival. Den holdes hvert år i marts,
I Malmø ligger to jødiske synagoger, Malmø Synagoge opført i 1903 og Malmø Egalitære Synagoge fra 2011.

## Uddannelse og forskning
Malmø Universitet blev grundlagt i 1998, og er med sine omkring 24.000 studerende og 1600 ansatte den 9. største uddannelsesinstitution i Sverige.
Lunds Universitetet har uddannelses- og forskningsinstitutioner i Malmø, for exempel på Konsthögskolan i Malmö og Skånes universitetssjukhus (SUS) i Malmö.
World Maritime University (WMU), er et universitet, som 1983 blev oprettet af søfarts-organisationen International Maritime Organization, der hører under FN.

## Seværdigheder i Malmø
- 1 Sankt Petri kyrka fra 1300-tallet
- 2 Tunneln fra 1300-tallet
- 3 Dringenbergska gården fra 1300-tallet
- 5 Ärkebiskopsgården fra 1400-tallet
- 7 Malmøhus fra 1520'erne
- 8 Jørgen Kocks Hus fra 1522-24
- 9 Rosenvingehuset fra før 1534
- 10 Niels Kuntzes hus fra 1530'erne
- 11 Kompanihuset fra 1539
- 12 Malmö rådhus fra 1546
- 13 Thottska huset fra 1558
- 14 Residensen fra 1500-tallet
- 15 Flensburgska huset fra 1596
- 17 Hedmanska gården fra 1596
- 18 Diedenska huset fra 1620'erne
- 19 Annellska huset fra 1705
- 20 Claus Mortensens hus fra 1600-tallet
- 21 Faxeska huset fra 1760'erne
- 22 Caroli kyrka fra 1880'erne
- 23 Apoteket Lejonet fra 1890'erne
- Folkets Park fra 1891
- Malmø Synagoge fra 1903
- Malmø Moské fra 1984

## Kriminalitet
I 2009 var Malmø den by med næstmest kriminalitet i Sverige. Antallet var på 21.382 anmeldte forbrydelser per 100.000 indbyggere. Det er noget lavere end Stockholm (22.647) og højere end Göteborg (18.728) og højere end gennemsnittet i Sverige på 15.046. Antallet af anmeldte voldelige forbrydelser har øget jævnt det sidste par årtier som lå på 593 per 100.000 indbyggere i 1989, 866 i 1999 og 1197 i 2009.

### Skudepisoder
I 2010 var der flere snigskytteangreb med samme våben i Malmø og sagerne tiltrak internationale rapportere i slutningen af oktober 2010.
 I november 2010 anholdt politiet en 38-årige mand, der senere blev dømt skyldig i to drab og fire drabsforsøg ved Byretten i Malmø.
Også i 2011 var der flere skyderier og fem skud-relaterede mord. Skyderierne fortsatte ind i 2012 og der var tale om den største efterforskning i nyere tid i Sverige. I midten af februar rapporterede det svenske nyhedsbureau TT dog at mindst fire af mordene havde forbindelse til økonomisk bedrageri og internetrelateret svindel.

## Kendte personer fra Malmø
- Anita Ekberg (1931–2015), skuespillerinde
- Per Albin Hansson (1885–1946), socialdemokratisk statsminister
- Zlatan Ibrahimovic (* 1981), fodboldspiller
- Ola Kimrin (* 1972), amerikansk fodboldspiller
- Jørgen Kock (1487–1556), borgmester og møntmester
- Sven Melander (* 1947), journalist, tv-vært, skuespiller
- Lukas Moodysson (* 1969), filminstruktør og forfatter
- Claus Mortensen Tøndebinder (1499–1575), dansk luthersk reformator
- Nils Poppe (1908–2000), skuespiller
- Alexander Roslin (1718–1793), portrætmaler
- Stellan Skarsgård (* 1951), skuespiller
- Bo Widerberg (1930–1997), filminstruktør og manuskriptforfatter
- Mikael Wiehe (* 1946), sanger og musiker
- Edvard Persson (1888–1957), sanger og skuespiller
- Östen Warnerbring (1934–2006), sanger og musiker